# 三代目 J SOUL BROTHERS 山下健二郎のZERO BASE
『三代目 J SOUL BROTHERS 山下健二郎のZERO BASE』（さんだいめジェイソウルブラザーズやましたけんじろうのゼロベース）は、ニッポン放送で放送されている山下健二郎の冠ラジオ番組である。

## 概要
- これまで、ニッポン放送では土曜0時（金曜深夜）を20分単位の放送枠の番組を3本並べて編成していたが、2019年4月改編をもって、3本の番組の放送枠を統合し、1時間の放送枠が誕生。その第1弾として、2015年4月から4年間放送されてきた『三代目 J SOUL BROTHERS 山下健二郎のオールナイトニッポン』から番組タイトルを変更したうえで放送枠を移動する形で放送が始まった。
- これは、2019年3月1日に放送された『三代目 J SOUL BROTHERS山下健二郎のオールナイトニッポン』の中で、この番組が終了することと同時に2019年4月から新番組が始まることが山下自身から告知したもの[2]。
- この番組はパーソナリティの山下自身が持っている趣味を題材にトークをするほか、山下が未体験のジャンルに関するゲストが出演して、トークをする[1]。
- タイトルの由来は「「秘密基地」的な意味合いでの「BASE」と、 改めて「先入観にとらわれず”0”から番組を作っていく」」という意味が込められている[1]。
- 2020年12月18日と25日の放送回で、番組パートナーオーディションを開催。THE RAMPAGEの岩谷翔吾とBALLISTIK BOYZの松井利樹に決定[3]。さらに、2021年1月8日放送回ゲスト・FANTASTICSの澤本夏輝が3人目の番組パートナーに追加決定。これからは3人の中から回替わりで登場[4]。
- 2021年4月4日放送回から、放送枠を移動。

## 放送時間・ネット局
現在のネット局
| 放送期間        | 放送日時           | 放送局       | 対象地域   | 備考 |
| --------------- | ------------------ | ------------ | ---------- | ---- |
| 2019年4月05日 - | 日曜 21:40 - 22:00 | ニッポン放送 | 関東広域圏 |      |

過去のネット局
| 放送期間              | 放送日時           | 放送局   | 対象地域       | 備考 |
| --------------------- | ------------------ | -------- | -------------- | ---- |
| 2020年4月 - 2020年9月 | 水曜 21:00 - 22:00 | 山陰放送 | 鳥取県、島根県 |      |
| 2019年4月 - 2021年3月 | 日曜 19:00 - 20:00 | 山梨放送 | 山梨県         |      |
|                       | 日曜 23:00 - 24:00 | 京都放送 | 京都府、滋賀県 |      |

## 週刊「三代目 J SOUL BROTHERS 山下健二郎のZERO BASE」マガジン
```
タイトル：週刊「三代目 J SOUL BROTHERS 山下健二郎のZERO BASE」マガジン
[
5
]
 
通称「週刊ゼロべ・マガジン」、「スマホで読める番組マガジン」
発行：毎週土曜日発行
価格：220円(税込)
内容：番組文字起こし再録/スタジオ写真/オリジナル企画連載/オリジナル動画
販売書店：
Reader Store
```